# Municipio de Binghampton
El municipio de Binghampton (en inglés: Binghampton Township) es un municipio ubicado en el condado de Barnes en el estado estadounidense de Dakota del Norte. En el año 2010 tenía una población de 76 habitantes y una densidad poblacional de 0,82 personas por km².

## Geografía
El municipio de Binghampton se encuentra ubicado en las coordenadas 46°45′39″N 97°44′41″O / 46.76083, -97.74472. Según la Oficina del Censo de los Estados Unidos, el municipio tiene una superficie total de 92.26 km², de la cual 92,04 km² corresponden a tierra firme y (0,24 %) 0,22 km² es agua.

## Demografía
Según el censo de 2010, había 76 personas residiendo en el municipio de Binghampton. La densidad de población era de 0,82 hab./km². De los 76 habitantes, el municipio de Binghampton estaba compuesto por el 92,11 % blancos, el 6,58 % eran amerindios y el 1,32 % eran de una mezcla de razas. Del total de la población el 0 % eran hispanos o latinos de cualquier raza.